# Елејн Пејгелс
Елејн Пејгелс, (енгл. Elaine Pagels; Пало Алто, 13. фебруар 1943) америчка је историчарка религије и универзитетска професорка, чије је главно поље истраживања историја раног хришћанства, а посебно гностицизам.

## Биографија
1965. године је уписала постдипломске студије историје хришћанства на Харвардском универзитету. За тему докторске дисертације, коју је писала на Харварду и Оксфорду, узела је спор између гностичког и ортодоксног хришћанства. 1969. се удала за познатог америчког физичара Хајнца Пејгелса, с којим је имала сина. Обоје су умрли у периоду од годину дана - син од болести, а муж у планинарској несрећи, а што је Пејгелс инспирисало да поновно истражи сопствену духовност и напише књигу Порекло сатане.
Докторирала је на Харварду 1970. и прихватила место наставника у Колеџу Барнард, Универзитет Колумбија. По објављивању двеју стручних књига о раном хришћанском гностицизму, 1975. примила је стипендије (од Америчког савета учених друштава и од Америчког филозофског друштва) како бих могла да проучава рукописе библиотеке Наг Хамади у Коптском музеју у Каиру. Учествовала је у припремању првог целокупног издања на енглеском, објављеног у Сједињеним Државама 1977. године.

## Дела
Њене најпознатије књиге су:
- Гностичка јеванђеља (The Gnostic Gospels), 1979.
- Адам, Ева и Змија (Adam, Eve and the Serpent), 1988.
- Порекло Сатане (The Origin of Satan), 1995.
- С оне стране вере (Beyond Belief: The Secret Gospel of Thomas), 2003.
- Читање Јуде (Reading Judas: The Gospel of Judas and the Shaping of Christianity), 2007.

Полазећи од тезе о политичкој суштини религијских институција, Елејн Пејгелс разоткрива основне догме званичног хришћанства као политичке митове створене да би се учврстила превласт групе водећих идеолога у црквеној хијерархији.